# نبردناو کلاس کاتوری
نبردناو کلاس کاتوری (به انگلیسی: Katori-class battleship) یک کلاس از کشتی است که طول آن ۴۵۶٫۲۵–۴۷۰٫۶ فوت (۱۳۹٫۱–۱۴۳٫۴ متر) می‌باشد.